# どーしちゃったの!?KENにーちゃん!
『どーしちゃったの!?KENにいちゃん!』（どーしちゃったの!?ケンにいちゃん!）は、ワニマガジン社より発行されていた、『コミックライジン』に1号から8号まで連載された永野のりこの漫画作品。

## 概要
作者の作品の中でも中心を占める「メガネ白衣とオカッパもの」の一作。掲載誌の性格上、同様パターンの他作品に比べセクシーな要素が比較的多い。

## あらすじ
マッドサイエンティストのケン兄ちゃんは幼馴染みのメグミの大学入学を機に意図的に再会、幼い頃の「およめさんになる」発言を言質に性処理を担ってもらおうと企む。やがてメグミとの交流を経て、マッドサイエンティストの組織から足を洗おうとするのだが、組織はそれを許さない…。

## 登場人物
北森賢太（きたもり けんた）
天才的マッドサイエンティスト。二十七歳。かつて日本マッドサイエンティスト連盟 (NMR) 極東本部副総帥であった。久々に再会したメグミに気に入られるべく、マッドサイエンティストから足を洗うため苦闘する。メグミからは「ケン兄ちゃん」、NMRからは「ドクターK」と呼ばれる。
トレードマークはメガネと白衣。
メグミ（めぐみ）
ケン兄ちゃんの幼馴染み。教師を目指し「聖フェリシア女子大｣に通うごく普通の女子大生だが、幼少時にケン兄ちゃんにプロポーズしてしまったが故に彼の巻き起こす騒動に巻き込まれる。賢太からは「メグたん」と呼ばれる。
切りそろえられたおかっぱ頭が特徴。
日本マッドサイエンティスト連盟総帥
世界の転覆を企む秘密組織の総帥。白髪総髪の老人。ドクターKの組織からの足抜けを阻止するためさまざまな刺客を送り込む。

## 単行本
全一巻。巻末に短編作品「宇宙少年コックピットKEN」「特撮!!もうすぐ夏休み」「科学少年01くん」「FROGMAN」が収録されている。
- 永野のりこ『どーしちゃったの!?KENにいちゃん!』ワニマガジン社〈ワニマガジンコミックス〉1994年9月発行、ISBN 978-4898291573